# Martineau River
Der Martineau River bildet den wichtigsten Zufluss des Cold Lake in den kanadischen Provinzen Alberta und Saskatchewan.

## Flusslauf
Der Martineau River bildet den Abfluss des Primrose Lake an dessen Südufer. Er fließt ein Stück nach Süden, nimmt den Muskeg River von links auf und wendet sich nach Westen. Er überquert die Grenze von Saskatchewan nach Alberta, wendet sich nach Südwesten und erreicht das Nordufer des Cold Lake. Der Martineau River hat eine Länge von etwa 65 km. Sein Einzugsgebiet umfasst 5350 km². Dies entspricht mehr als 85 Prozent des Einzugsgebiets des Cold Lake. Der mittlere Abfluss beträgt 7,3 m³/s.